# Neufmaison
Neufmaison település Franciaországban, Ardennes megyében. Lakosainak száma 68 fő (2022. január 1.). Neufmaison Clavy-Warby, Remilly-les-Pothées, Rouvroy-sur-Audry, Saint-Marcel, Thin-le-Moutier és Vaux-Villaine községekkel határos.

## Népesség
A település népességének változása:
| Lakosok száma | 77   | 57   | 50   | 60   | 57   | 63   | 69   | 74   | 75   | 68   |
|               | 1968 | 1982 | 1990 | 2006 | 2013 | 2015 | 2017 | 2019 | 2020 | 2022 |